# Christine Strobl (Medienmanagerin)

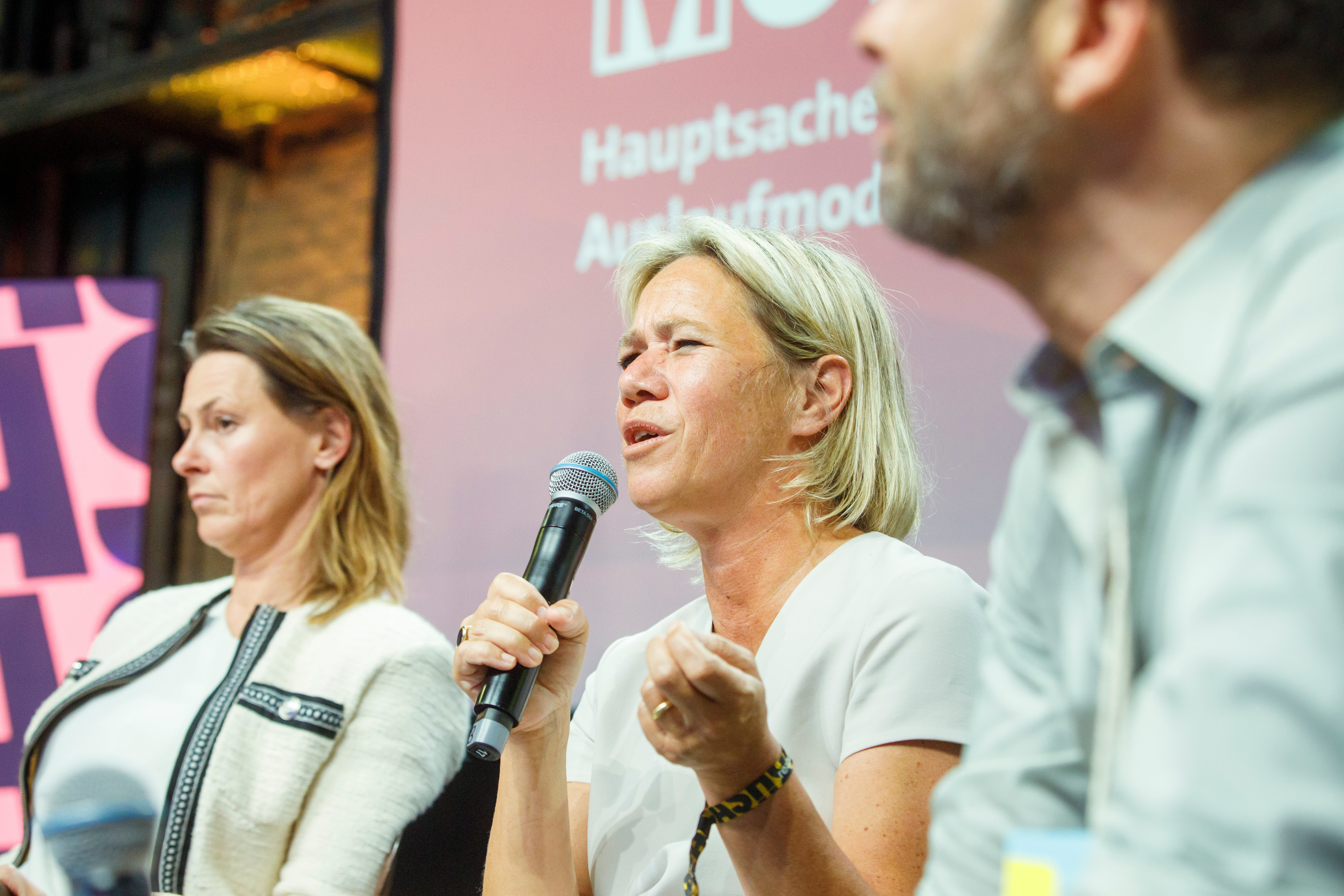
Christine Strobl 2023 (Mitte)

Christine Strobl (* 5. August 1971 in Freiburg im Breisgau als Christine Schäuble) ist eine deutsche Medienmanagerin und seit 2021 Programmdirektorin des Fernsehprogramms Das Erste.

## Leben

### Herkunft und Familie
Christine Strobl wurde als ältestes Kind des Politikers Wolfgang Schäuble (CDU, 1942–2023) und seiner Ehefrau Ingeborg Schäuble, geb. Hensle, in Freiburg geboren und wuchs in Offenburg auf. Sie hat drei jüngere Geschwister, darunter die Journalistin Juliane Schäuble. Seit 1996 ist sie mit dem CDU-Politiker Thomas Strobl verheiratet. Auch Christine Strobl ist langjähriges CDU-Mitglied; Ende der 1980er Jahre war sie in die Junge Union (JU) eingetreten.

### Ausbildung, Studium, Südwestrundfunk (SWR)
Strobl besuchte das Grimmelshausen-Gymnasium Offenburg und die Norfolk Academy, eine private High School in Norfolk, Virginia (USA). Nach dem Abitur in Offenburg 1991 studierte Strobl Rechtswissenschaft an der Albert-Ludwigs-Universität Freiburg. In Freiburg lebte sie während des Studiums in einer Wohngemeinschaft mit der späteren baden-württembergischen Justizministerin Marion Gentges. Nach abgeschlossenem Studium kam Strobl 1999 als Volljuristin zum Südwestrundfunk (SWR), wo sie zunächst ein Traineeprogramm durchlief. Nach Stationen beim Hörfunkprogramm SWR4 Baden-Württemberg und bei der SWR-Intendanz in Stuttgart wurde sie erst Personal- und Etatreferentin und 2007 Leiterin der Abteilung „Kinder- und Familienprogramm Fernsehen“. Als eine ihrer Leistungen gilt die Modernisierung des Tigerenten-Clubs.
Der Verwaltungsrat des SWR unter Vorsitz des Landtagsabgeordneten Ulrich Müller (CDU) berief Christine Strobl zum 1. Februar 2011 schließlich zur Fernsehfilmchefin des Senders. Sie folgte auf Carl Bergengruen, der zu Studio Hamburg wechselte. Der Entscheidung ging ein internes Bewerbungsverfahren voraus, an dessen Ende ausschließlich Strobl übriggeblieben war. Die Berufung auf den wichtigen Posten sorgte aufgrund von Strobls direkter familiärer Nähe zu hohen CDU-Politikern für Kontroversen; die Unterstützer ihrer Berufung betonten dagegen, dass ausschließlich ihre persönliche Leistung entscheidend gewesen sei.

### Degeto Film
Im Juli 2012 wurde Strobl Programmgeschäftsführerin der ARD-Einkaufs- und Produktionstochter Degeto Film in Frankfurt am Main. Strobl wurde Nachfolgerin von Bettina Reitz, die nach einer kurzen Interimszeit bei der Degeto Fernsehchefin beim Bayerischen Rundfunk (BR) wurde. Der langjährige Degeto-Geschäftsführer Hans-Wolfgang Jurgan war im November 2011 mit sofortiger Wirkung von seinen Aufgaben entbunden und in den Ruhestand versetzt worden, nachdem er in den vorangegangenen Jahren das Budget deutlich überzogen, den Produktionsetat bis ins Jahr 2014 verplant und damit neue Filmproduktionen blockiert sowie Liquiditätsprobleme heraufbeschworen hatte. Eine Prüfung durch die Wirtschaftsprüfungsgesellschaft KPMG und die Revision des WDR hatte „gravierende organisatorische Mängel“ bei der Degeto ergeben. Das Unternehmen hat mit einem Jahresetat von 400 Millionen Euro – davon rund 250 Millionen für Eigenproduktionen – und mit rund 80 Mitarbeitern eine große Bedeutung für die deutsche Filmwirtschaft. Strobl nahm im Unternehmen große strukturelle Veränderungen bei Arbeitsabläufen und Unternehmenstransparenz sowie der Vernetzung mit den Landesrundfunkanstalten in Angriff, die sie bis Anfang 2015 abschließen konnte.

### ARD
Zum 1. Mai 2021 trat Strobl die Nachfolge von Volker Herres als Programmdirektorin des ARD-Gemeinschaftsprogramms Das Erste an. Ihre Nachfolge als Geschäftsführer der Degeto trat zum 1. Mai 2021 Thomas Schreiber an. Für ihre Tätigkeit bezieht sie nach eigenen Angaben ein Grundgehalt von 285 000 Euro jährlich. Hinzu kommen Sachbezüge und zusätzliche Leistungen für Tätigkeiten bei Tochterunternehmen der Sender oder der ARD, die nicht offengelegt werden.

## Kritik
In ihrer Funktion als einflussreiche Programmdirektorin der ARD führt Strobl seit Amtsantritt einen umfangreichen Umbau der ARD-Fernsehprogramme durch. Für die Art und Weise und die Prioritätensetzung ihres geplanten Programmumbaus wird Strobl von vielen Medienschaffenden aus der ARD kritisiert.
Strobl setzt auf mehr Unterhaltung und weniger Nachrichten. Zudem soll die ARD Mediathek gestärkt werden, um mit Streaming-Diensten konkurrenzfähig zu sein. Dies wirkt sich auf die produzierten Formate aus, die zeitüberdauernder werden sollen. Strobl plante eine Verringerung der Kraft der Politmagazine und eine Verlegung des Weltspiegels auf einen reichweitenschwachen Sendeplatz um 22:50 Uhr.  „Die halbe ARD, wichtige Korrespondenten und viele Zuschauer“ (Süddeutsche Zeitung)  wehren sich dagegen. Strobl hält dagegen mit Ansagen wie: „Ein Sendeplatz alleine schafft noch keine Relevanz.“
Der Spiegel berichtete 2021 aus einem internen Plan, Formate des ZDF zu kopieren: etwa nach den Tagesthemen soll ein Markus Lanz ähnelndes Format gesendet werden; Sandra Maischberger gilt als mögliche Moderatorin. Zudem solle ein Comedy-Format mit einem Wochenrückblick gesendet werden, das auf Publikum der heute-show zielt.
In einem offenen Brief der Autorenverbände VDD und „Kontrakt 18“ Anfang Juni 2021 forderten diese von Strobl, die Zusammenarbeit mit Kreativen möglichst bald an solche Standards anzugleichen, wie sie bei Amazon, Apple oder Netflix üblich seien. Sie forderten mehr Augenhöhe mit Kreativen, mehr Mitbestimmung für Autoren und veraltete Verfahren abzulösen.